# Aura (album Asi)
Aura to kolejny album progresywno rockowego zespołu Asia. Został nagrany w 2000 roku, a wydany w 2001. Okładkę dla albumu zaprojektował i wykonał Roger Dean.

## Lista utworów
1. „Awake” – 6:08
2. „Wherever You Are” – 5:14
3. „Ready To Go Home” – 4:50
4. „The Last Time” – 4:56
5. „Forgive Me” – 5:26
6. „Kings Of The Day (Regis Diem)” – 6:51
7. „On The Coldest Day In Hell"– 6:25
8. „Free” – 8:51
9. „You're The Stranger” – 6:05
10. „The Longest Night” – 5:28
11. „Aura” – 4:14
  - Utwory na specjalnej edycji albumu
12. „Under The Gun” – 4:48
13. „Come Make My Day” – 5:01
14. „Hands Of Time” – 5:23

## Twórcy

### Członkowie
- John Payne – wokal, gitara, gitara basowa
- Geoff Downes – keyboard

### Gościnne występy
- Steve Howe – gitara (w utworach 4,8)
- Elliott Randall – gitara (w utworach 9,11)
- Pat Thrall – gitara (w utworze 8)
- Ian Crichton – gitara (w utworach 4,8,12,13,14)
- Guthrie Govan – gitara (w utworach 1,2,3,5,6,7,9,10)
- Tony Levin – gitara basowa (w utworze 3)
- Vinnie Colaiuta – perkusja (w utworach 3,4,10)
- Simon Phillips – perkusja (w utworach 6,8)
- Chris Slade – perkusja (w utworach 2,12,13,14)
- Michael Sturgis – perkusja (w utworach 1,5,7,9,11)

### Dodatkowi muzycy
- Neil Lockwood – pomocnicze linie wokalne
- Gary Liederman – dodatkowa gitara basowa
- David Grant’s Gospel Choir – chór w utworach „Awake” i „Ready To Go Home"
- Luis Jardim – instrumenty perkusyjne (w utworach 1,3,4,5,6,9,11)